# Ulrik Cold
Ulrik Cold, född 15 maj 1939 i Köpenhamn, död 13 oktober 2010, var en dansk operasångare (bas). Han gjorde rollen som Sarastro i Ingmar Bergmans uppsättning av Wolfgang Amadeus Mozarts opera Trollflöjten.

## Filmografi (urval)
- 1975 – Trollflöjten
- 1989 – Walter og Carlo i Amerika